# Vinaninkarena
Vinaninkarena (signifiant en malgache « croisement des richesses ») est une commune rurale malgache, située dans la partie sud de la région de Vakinankaratra.

## Histoire
Vinaninkarena doit son nom aux richesses minières dont regorge la région.

## Économie
La principale activité économique est la culture du riz que pratique la population, essentiellement agricole, de la commune. Les autres cultures sont composées de cultures maraîchères et n'occupent que quelque superficie des terrains cultivables. L’élevage est composé majoritairement de zébu pour les travaux de champs ; ainsi presque chaque foyer en dispose deux mâles pour tirer la charrette à roue et pour les travaux au rizières.
Vinaninkarena possède une ancienne mine d'uranium dans le Fokontany d'Anjanamanjaka autrefois exploitée par les Français lors de la période de la colonisation. Actuellement, le lieu est transformé en école à vocation technique.